# Življenje in delo Venca Poviškaja
Življenje in delo Venca Poviškarja je novela Cirila Kosmača, ki je bila prvič objavljena leta 1937 v reviji Sodobnost. Ponatisnjena je bila 1964, 1970, 1971, 1973 in 1977.

## Povzetek zgodbe
V ospredju je motiv posebneža s telesno hibo. Venca Poviškaja sreča ni spremljala v življenju. Imel je kilo na trebuhu, zato so ga vsi zbadali. Tolažbe ne najde niti pri družini – mati mu je umrla kmalu po rojstvu, oče je kmalu sprevidel, kako poseben je njegov sin, sestra in njen mož pa sta ga vrgla iz hiše, ki jima jo je podaril. Natakarica Zinka, v katero je bil zaljubljen, se je norčevala iz njega. Zgodba se zaključi s samomorom glavne osebe. S slikanjem tragične usode posameznika pa avtor tudi nakaže, da za norce smrt predstavlja edini zmožen izhod iz norosti in družbe, ki jih nikoli ne sprejme medse, saj vaška okolica ves čas nastopa proti Vencu.